# Probo Koala (schip, 1989)
De Probo Koala was een OBO-carrier van Celtic Legend Shipping Inc. geregistreerd in Panama. Het schip is bekend geworden door het schandaal dat ontstond doordat het chemicaliën dumpte in Ivoorkust, die het geacht was legaal te laten verwerken.

## Het schip
Het schip werd gebouwd met de naam Probo Boaning en in 1999 omgedoopt tot Probo Koala. Op 16 oktober 2006 kreeg de Probo Koala toestemming om Estland te verlaten, nadat de hieronder beschreven gifresten daar verwijderd waren. Het afval werd naar Frankrijk vervoerd om daar te worden verwerkt. In de loop van 2007 werd de Probo Koala omgedoopt tot Gulf Jash. Op 22 mei 2011 werd de Gulf Jash aangemeld voor sloop in Chittagong Bangladesh'. Het schip vertrok vanuit Abu Dhabi voor de sloop naar de sloopstranden.
Daar werd het echter geweigerd en het vervolgde haar weg naar de stranden van Alang in India. Na interventie van de speciale rapporteur Călin Georgescu van de Verenigde Naties werd de sloop ook daar verhinderd. Op augustus 2011 werd de Gulf Jash omgedoopt tot Hua Feng. Het kreeg daarna opnieuw een nieuwe naam Hua Wen en is daarna alsnog (since 25/01/2013 )gesloopt, mogelijk in China . Onderweg naar India was het eigendom van de Amerikaanse firma Global Market Systems (GMS), maar nog steeds onder Panamese vlag. Ten tijde van de problemen in Nederland was het in beheer van het Griekse Prime Marine Management.

## Gifschandaal
Trafigura beheer uit Amstelveen, Nederland, huurde het schip, dat in juli 2006 van Amsterdam naar Abidjan (Ivoorkust) voer, geladen met een mengsel van petroleum, natriumhydroxide, de zeer giftige stof waterstofsulfide en giftige fenolen.
Aangekomen in Ivoorkust werd zo'n 400 ton zogenaamde slops (afvalstoffen die vrijkomen bij het reinigen van de tanks) op 19 augustus 2006 in tankers van het bedrijf "Compaigne Tommy" overgeladen. Dit bedrijf zou de afvalstoffen verwerken en afvoeren.
Al snel bleek dat dit bedrijf de afvalstoffen illegaal geloosd had op lokale vuilstortplaatsen in Ivoorkust. Uit het mengsel van water, olie en natriumhydroxide zouden daar verschillende (giftige) stoffen zijn vrijgekomen, zoals waterstofsulfide.

### Herkomst
De slops zijn veel giftiger dan normaal omdat ze het resultaat zijn van een raffinageproces aan boord. Hiervoor is geen regelgeving voorhanden waardoor het onderzoek en eventuele vervolging bemoeilijkt wordt.

### Verwerking
De stoffen werden in eerste instantie in Amsterdam aangeboden ter verwerking. Het bedrijf Amsterdam Port Services (APS) weigerde de Probo Koala slops te verwerken omdat de mensen die de slops aan het overpompen waren in een lichter, onwel werden door de stank en dampen, het bedrijf lichtte de milieudienst van Amsterdam in over deze gebeurtenis. Heranalyse - na het onderbreken van het overpompen - wees uit dat de samenstelling van de slops afweek van de specificatie die door het schip was gegeven. Op dit moment was ongeveer 250 m3 (ongeveer de helft van de aanwezige slops) in de lichter geladen.
In eerste instantie ging APS uit van waswater van benzine met kleine hoeveelheden caustische soda, het bleek echter buiten de acceptatienormen en verwerkingsmogelijkheden van APS te liggen.
APS is niet in staat om chemisch verontreinigde slops te verwerken. Het heeft aangeraden om te verwerken bij Afvalverwerking Rijnmond of Afval Terminal Moerdijk. De slops zijn daarna weer terug gepompt in het schip en het schip is daarna vertrokken naar Abidjan.
Toen de Probo Koala uit Amsterdam wilde vertrekken heeft APS door tussenkomst van een advocaat het schip aan de ketting laten leggen omdat de eigenaar niet garant wilde staan voor de kosten van verwerking.

### Opdrachtgever
Trafigura geeft aan dat zij haar scheepsafval heeft afgegeven in Abidjan en stelt dat conform internationale regelgeving het afval werd overgedragen aan een bedrijf dat over de juiste licentie beschikt. De overdracht van het afval van de Probo Koala zou plaats hebben gevonden onder toezicht van de bevoegde haven-, douane- en milieuautoriteiten, met schriftelijke verklaringen dat het veilig zou worden verwerkt. Echter volgens een onderzoekscommissie ingesteld door de Ivoriaanse regering na de giframp, wist Trafigura dat Ivoorkust niet over de vereiste faciliteiten beschikte om met gevaarlijk afval om te gaan en heeft Trafigura de internationale conventies voor de verwerking van gevaarlijk afval geschonden. Later werd tevens bekend dat het Trafigura al in december 2005 een eigen analyse maakte waaruit bleek dat de bewerking van de nafta op zee giftig afval zou opleveren. Volgens interne correspondentie was de directeur en medeoprichter van Trafigura Claude Dauphin persoonlijk betrokken bij het opstellen van scenario’s om het chemisch afval kwijt te raken en zou het bedrijf verder een valse factuur hebben laten opmaken om te verhullen dat er voor de verwerking in Ivoorkust te weinig was betaald, waardoor duidelijk kon worden dat het afval niet op verantwoorde manier was verwerkt.

### Gevolgen
Naar verluidt zijn er in de weken volgend op de lozing van het afval 10 mensen overleden. Echter na onderzoek door Jaffe Vink ter plaatse, bleek van de gemelde doden geen spoor terug te vinden.
Het kantoor voor humanitaire zaken van de Verenigde Naties (OCHA) heeft gesteld dat er geen verband gelegd kon worden tussen de dood van de mensen en het afval. Het NRC Handelsblad stelde zelfs dat het onwaarschijnlijk is dat de afvalstoffen dodelijk kunnen zijn. Het RIVM heeft dit later als onjuist bestempeld. Er is geen onderzoek gedaan naar het gif, maar twee Nederlanders die in dienst waren van het ministerie van VROM zijn wel naar Abidjan gestuurd als onderdeel van het team van de VN om de situatie te onderzoeken.
Hoeveel mensen er door de dampen overleden zijn is niet precies bekend. Sommige media houden het op drie, andere op tien. Volgens de Verenigde Naties kwamen acht mensen door de vervuiling om. Hoeveel personen door de dampen in het ziekenhuis zijn beland is ook niet geheel bekend. Doordat de Ivoriaanse overheid de gezondheidszorg tijdelijk gratis maakte zijn er enorm veel mensen naar de ziekenhuizen gegaan, dit waren niet alleen mensen met problemen door de giftige lading van de Probo Koala. Volgens de gezondheidsdienst van Ivoorkust gingen 26.000 mensen naar het ziekenhuis.

## Nasleep
Het ongeval leidde tot de val van de Ivoriaanse regering.
Om verontreiniging van de voedselketen te voorkomen is een grote hoeveelheid vee afgemaakt, waaronder 450 varkens.
Op 11 november 2006 spande het advocatenkantoor Leigh Day & Co tegen Trafigura een rechtszaak aan bij het hooggerechtshof in Londen wegens nalatigheid en het schaden van de gezondheid van de lokale bevolking van Abidjan, en eiste daarbij financiële genoegdoening tot een bedrag van 100 miljoen pond.
Martyn Day van dit advocatenkantoor zei: "Dit is een ramp op een gigantische schaal. Wij houden Trafigura volledig aansprakelijk voor de doden en gewonden als gevolg van het dumpen van hun afvalstoffen."

In reactie op deze uitspraak heeft Trafigura Martyn Day op 13 november 2006 aangeklaagd wegens smaad.
Kort nadat bekend werd dat de slops van de Probo Koala hadden geleid tot slachtoffers reisden twee managers van Trafigura, Claude Dauphin en Jean-Pierre Valentini, naar Abidjan om hulp te bieden. Vier dagen na hun aankomst daar, op 18 september, werden ze door de Ivoriaanse autoriteiten gearresteerd en zitten sindsdien in de gevangenis van Maca, waar ze naar verluidt diverse malen zijn aangevallen. Trafigura eist de onmiddellijke vrijlating van deze medewerkers.
Op 8 januari 2007 schreef de Britse krant The Guardian dat een team van het advocatenkantoor Leigh Day in Abidjan aangekomen was om verklaringen op te nemen van duizenden getuigen.
Op 19 januari 2007 schreef het Nederlandse magazine Opinio dat er serieuze twijfels zijn over het verband tussen de lading van de Probo Koala en de ziekte van de betrokken mensen.
Op 22 oktober 2008 veroordeelde de Ivoriaanse rechtbank de topman van het Ivoriaanse bedrijf dat het afval dumpte tot 20 jaar celstraf. Een medeplichtige, die het advies had gegeven dat bedrijf te gebruiken, kreeg vijf jaar cel. De leiding van Trafigura verscheen niet voor de rechter, zij hadden de zaak geschikt voor een bedrag van 152 miljoen euro.
Van 26 tot en met 28 november 2008 brengt VN Speciaal Rapporteur Ibeanu een officieel bezoek aan Nederland om de gebeurtenissen en verantwoordelijkheden in de Probo Koala zaak te onderzoeken. Hij zal hierover rapporteren aan de VN Mensenrechtenraad.
Op 23 juli 2010 veroordeelt de rechtbank te Amsterdam Trafigura tot het betalen van een geldboete van € 1.000.000,– voor "de uitvoer van afval naar Ivoorkust [...] en voor het in Amsterdam afleveren van voor de gezondheid schadelijke waar, terwijl dat schadelijke karakter is verzwegen"
Op 30 oktober 2011 verschijnt het boek "Het Gifschip" waarin de auteur, Jaffe Vink, verslag doet van wat hij noemt "het journalistieke schandaal" van de berichtgeving over deze zaak. Met name de Volkskrant en Greenpeace zijn in zijn ogen "handelaren in angst".
Op 23 december 2011 veroordeelde het gerechtshof in Amsterdam Trafigura ook in hoger beroep tot het betalen van een boete van € 1.000.000,–.

### Amsterdam
Door de gemeente Amsterdam is een onafhankelijk onderzoek ingesteld naar de gang van zaken in de haven van Amsterdam. Op 6 december 2006 werd bekendgemaakt dat de gemeente Amsterdam nalatig geweest is toen zij het toeliet dat het afval van de Probo Koala, dat eerder van boord gehaald was, weer terug aan boord werd gebracht om naar Abidjan verscheept te worden. De verantwoordelijke wethouder in die tijd was Marijke Vos (GroenLinks).
Een deel van de afvalstoffen was van boord gehaald, maar toen bleek dat verwerking te duur was werd het weer ingeladen. De betrokken ambtenaren waren niet of in ieder geval onvoldoende op de hoogte van wetgeving die de export van afvalstoffen onder de gegeven omstandigheden verbood.
Op 19 december 2006 besloot de Tweede Kamer dat er een nieuw onderzoek naar de Probo Koala moest komen.

### Afloop
Op 13 februari 2007 stemde Trafigura ermee in om een bedrag van 198 miljoen dollar te betalen aan de regering van Ivoorkust voor het opruimen van het afval. Het bedrijf ontkent nog steeds schuld en wijst elke aansprakelijkheid af. De regering van Ivoorkust onderneemt geen verdere actie meer tegen het bedrijf en de medewerkers Claude Dauphin, Jean-Pierre Valentini en Nzi Kablan zouden vrijgelaten worden.